# 山根強
山根 強（やまね つよし、1947年5月7日 - ）は、鳥取県出身の元競艇選手。広島支部に所属していた。登録番号は2629。息子の山根大樹も競艇選手。

## 来歴
- 1973年、デビューの35期。
- 1988年の宮島競艇場・中国地区選手権で4コースカド位置から西島義則、今村豊らを一気にまくってG1初優勝。
- 1990年の浜名湖競艇場・周年記念でも3コースまくりで2度目のG1優勝。
- SGでは1992年の蒲郡競艇場・総理大臣杯競走で優出3着がある。また、2002年まで実に25年間(50期)Ａ級を維持し続けた。

## 人物
趣味はギャンブルと女と公言するほど人間臭い人柄な上に大変陽気な性格。自己紹介で歌を披露した事もある。ギャンブル好きな性格もあり、1番人気になっていると本気を出すが、人気が無い時は「見てろよ！この野郎！」と言わんばかりに大穴を空けてくる事も多かった。また、突如茶髪にしたり、選手写真のパネルにピースサインで笑顔の写真を常に展示するなど、妙に愛嬌のある選手であった。また、ギャンブル好きは競馬・競輪も相当大好きだが、最終的には「人生そのものが、選択の連続でいわばギャンブルのようなもの」とまで公言した。